# Central Canada

Central Canada, zdefiniowana politycznie

Central Canada (fr. Centre du Canada) – region Kanady zawierający w sobie dwie największe i najbardziej zaludnione prowincje tego państwa – Ontario i Quebec. Ze względu na największą populację, Ontario i Quebec tradycyjnie dzierżą sporą część władzy politycznej w Kanadzie, prowadząc do pewnego rodzaju urazy ze strony innych regionów kraju. Przed Konfederacją, termin "Kanada" odnosił się przede wszystkim do środkowej części kraju. Dziś sformułowania "Central Canada" używa się rzadziej niż nazw poszczególnych prowincji.

## Geografia
Pomimo swojej nazwy, Central Canada określana jest jako "środkowa" jedynie ze względu na położenie w centrum sił politycznych Kanady. Znajduje się ona całkowicie we wschodniej części kraju, przy czym Quebec wysuwa się na wschód bardziej niż inne prowincje, pomijając Nową Fundlandię i Labrador. Pod względem długości geograficznej, środek Kanady znajduje się na południku przechodzącym na wschód od Winnipeg, Manitoby. Geograficzny środek Kanady znajduje się w pobliżu miejscowości Arviat (Nunavut).
Przed Konfederacją Kanadyjską, określenie "Kanada" stosowane było w odniesieniu do Central Canada. Wschodnie Ontario nazywana kiedyś Kanadą Górną, następnie zaś Kanadą Zachodnią, przy czym południowy Quebec miał zwyczajową nazwę Kanada Dolna, później zaś – Kanada Wschodnia. Obie prowincje tworzyły w 1841 kolonię brytyjską Prowincja Kanady.

## Populacja
Obie prowincje mają wspólnie około 20 milionów mieszkańców, co stanowi 62% populacji Kanady. Są oni reprezentowani w Izbie Gmin przez 181 członków parlamentu (Ontario: 106, Quebec: 75), cała Izba liczy zaś 308 członków. Wschodnie części obu prowincji — zwłaszcza tzw. Quebec City-Windsor Corridor — są najbardziej zurbanizowanym i uprzemysłowionym regionem w Kanadzie, zawierającym dwa największe miasta kraju, Toronto i Montreal, oraz stolicę państwową, Ottawę.
Według spisu powszechnego z 2007 poszczególne miasta Central Canada mają następujące liczby ludności:
1. Toronto: 5 406 300
2. Montreal: 3 666 300
3. Ottawa: 1 158 300
4. Quebec: 723 300
5. Hamilton: 716 200
6. London: 465 700
7. Kitchener: 463 600
8. St. Catharines–Niagara: 396 800
9. Oshawa: 344 400
10. Windsor: 332 100
11. Sherbrooke: 218 700
12. Greater Sudbury: 162 000
13. Kingston: 155 000
14. Saguenay: 152 100
15. Trois-Rivières: 142 600
16. Thunder Bay: 125 400